# Ludovic Obraniak
Ludovic Obraniak José (Longeville-lès-Metz, el 10 de novembre de 1984) és un futbolista polonès d'origen francès que juga amb el Maccabi Haifa de la lliga israeliana i la selecció polonesa.Juga principalment com a migcampista ofensiu.